# Lac Rodgers
Pour les articles homonymes, voir Rodgers.
Le lac Rodgers (en anglais : Rodgers Lake) est un lac américain dans le comté de Tuolumne, en Californie. Il est situé à 2 898 mètres d'altitude au sein de la Yosemite Wilderness, dans le parc national de Yosemite.